# Atnafu Abate
El teniente coronel Atnafu Abate (en ge'ez: አጥናፉ አባተ, 31 de enero de 1931 - 12 de noviembre de 1977)1 fue un militar etíope y un miembro destacado del Derg, la junta militar que derrocó al emperador Haile Selassie y gobernó el país durante varios años.

## Vida inicial
Atnafu Abate nació en Bichena, Gojjam, siendo hijo de un clérigo amhara. Se unió al ejército etíope y se educó en la Academia Militar de Holetta. En el momento de la Revolución etíope de 1974, estaba sirviendo como mayor en la Cuarta División, estacionada en Adís Abeba. (Se convirtió en teniente coronel después de abril de 1975.)

## Carrera
En abril de 1974 se unió al grupo de oficiales del ejército y la policía dirigido por el coronel Alem Zewde Tessema del Cuerpo Aerotransportado, desempeñando un papel importante en la organización de un comité de coordinación el 24 de abril, que se disolvió oficialmente cinco días después para ser reemplazado por la Comisión de Seguridad Nacional de 25 miembros bajo el mando del ministro de Defensa Abiye Abebe. En algún momento durante el mes siguiente surgió un segundo comité de coordinación, cuyos miembros principales incluían, además del mayor Atnafu, al mayor Tefera Tekleab del Cuerpo de Ingenieros, al mayor Fisseha Desta del grupo de élite Kebur Zabangna, a Girma Fisseha de la Aviación del Ejército y al capitán Sisay Hapte de la Fuerza Aérea. Este segundo comité es más conocido por su nombre posterior, el Derg. El coronel Alem Zewde cayó del poder en esta época, perdiendo el control de su batallón de paracaidistas tras su derrota en una batalla con los radicales el 22 de junio y después huyó a Gojjam.
En un mes, Tafara Tekleab, de quien René Lafort afirma que era "probablemente más que ningún otro el padre del Derg", fue reemplazado y Atnafu se convirtió en el presidente de las primeras reuniones del Derg (según Paulos, Tafara Tekleab no fue encarcelado antes de su ejecución como algunos creen, sino que sirvió algunos meses después de la fundación del Derg bajo Mengistu Haile Mariam como miembro influyente del Derg. Se enfrentó a Mengistu por una rebelión en el cuartel general de su cuerpo de ingenieros en Adís Abeba, cerca del cuartel general de las fuerzas terrestres en Tor Hailoche. Después de esto, fue encarcelado durante unos 9 años desde 1974 hasta 1984 y luego liberado e integrado en el cuerpo de Ingeniería y Construcción Militar).
Fue en ese momento cuando uno de los delegados de la Tercera División, el mayor Mengistu Haile Mariam, pronunció un discurso que le valió el apoyo de los miembros del Derg. LaFort observa que "sobre todo, él [Mengistu] parece haber sido uno de los pocos que propuso una línea de acción coherente y enérgica en debates que fueron, por decir lo menos, confusos y prolijos en un estilo que cayó bien en esta asamblea de suboficiales y otros rangos". Mengistu propuso entonces que el presidente y vicepresidente del Derg fueran elegidos por votación secreta, una medida a la que Atnafu se opuso pero que fue rechazada; el resultado de la elección puso a Mengistu a la cabeza del Derg con Atnafu como su adjunto.
Los Ottaways señalan que el teniente coronel Atnafu era visto como "un símbolo de la rebelión de un campesinado conservador, nacionalista y religioso contra la corrupción y los abusos de la aristocracia... Desde el principio proyectó la imagen del oficial devoto de los valores tradicionales de la patria, la bandera y la iglesia". Durante los años siguientes, la opinión general creía que los dos oficiales, Atnafu y Mengistu, estaban enzarzados en una amarga rivalidad por el control del tenebroso Derg. "La relación entre los dos vicepresidentes siempre fue un poco misteriosa", señalan los Ottaways. "Se rumoreaba que ambos eran enemigos acérrimos desde el principio, hasta el punto de apuntarse con armas en las reuniones. Sin embargo, Atnafu siempre parecía estar del lado de Mengistu en momentos de gran crisis dentro del Derg". En mayo de 1976, dirigió la iniciativa de reclutar, armar y entrenar a decenas de miles de campesinos que servirían como milicia para complementar a los cansados soldados del ejército regular que luchaban en el frente de Eritrea. Sin embargo, cuando ese esfuerzo, conocido como Operación Raza, terminó con grandes pérdidas, tanto Atnafu como Mengistu fueron culpados del fracaso. Después de una breve lucha en la que pareció que el capitán Sisay Hapte podría hacerse con el control del Derg (pero fue ejecutado), a principios de diciembre Atnafu fue apartado de la competencia directa por el poder al ser nombrado organizador de la milicia.

## Muerte
Atnafu evitó la infame reunión del Derg del 3 de febrero de 1977, en la que varios líderes del Derg, incluido el presidente, el teniente general Tafari Benti, fueron asesinados en una emboscada orquestada por Mengistu, tras abandonar la capital para presentar personalmente una bandera a una unidad de milicia que había completado su entrenamiento. Este golpe dejó a Atnafu como el único miembro restante del Derg con cierta independencia de Mengistu. La mayoría de los expertos creen que los días de Atnafu estaban contados y que su ejecución en noviembre era inevitable. "La ejecución de Atnafu", observa el historiador Bahru Zewde, "que más que nadie simbolizó al Derg desde sus orígenes en febrero de 1974, marcó efectivamente el declive de esa organización".
Sin embargo, LaFort presenta una interesante opinión disidente sobre la dinámica que vincula estos eventos. Primero presenta un retrato de Atnafu como alguien que se había agotado con sus responsabilidades. LaFort explica:

Tres años y medio de revolución lo habían desgastado físicamente hasta los huesos. El hombre que había aparecido en los libros ilustrados de la revolución con el puño en alto y el rostro desencajado se había convertido en uno que simplemente pedía: paz. Abogaba por la reconciliación interna: el fin de todos los terrores, "blancos" y "rojos", la extensión de la mano tanto al EPRP como al MEISON, unas relaciones externas más equilibradas entre las dos grandes potencias (parece haber sondeado a los Estados Unidos sobre esto durante septiembre) y la pacificación del ejército satisfaciendo sus principales demandas.

Aunque el rumor público decía que las tensiones entre los dos hombres eran tan altas que Atnafu tuvo que pasar por un minucioso registro antes de entrar en las oficinas de Mengistu, LaFort nos recuerda que desde que fue puesto a cargo de la milicia a fines del año anterior, Atnafu ya no representaba un peligro para Mengistu, escribiendo que "Atnafu había abandonado claramente la búsqueda del poder para dedicarse a una tarea técnica, la formación, organización y entrenamiento de la milicia". Señalando que Mengistu había abandonado la reunión final que terminó con la muerte de Atnafu antes de que se hubiera tomado la decisión, y que Mengistu había luchado por Atnafu tanto como pudo sin ponerse en peligro, LaFort argumenta que la ejecución de Atnafu "parece un sacrificio, ofrecido en el altar de la derrota que necesitaba un chivo expiatorio, el precio del aparente compromiso alcanzado entre el Derg, el ejército regular y las diversas facciones dentro de este último". El fue ejecutado el 12 de noviembre de 1977, a los 46 años de edad.